# Ebanista

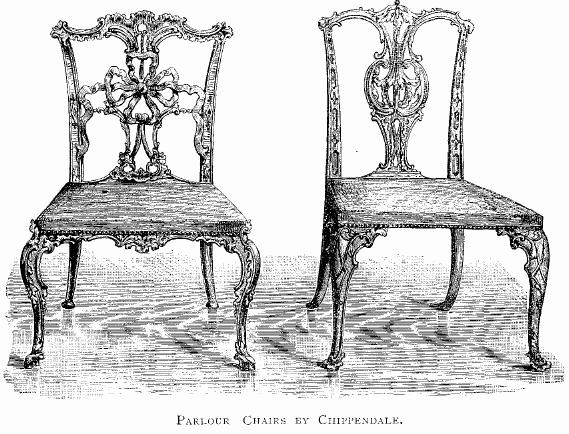
Diseños de sillas por el ebanista Thomas Chippendale,

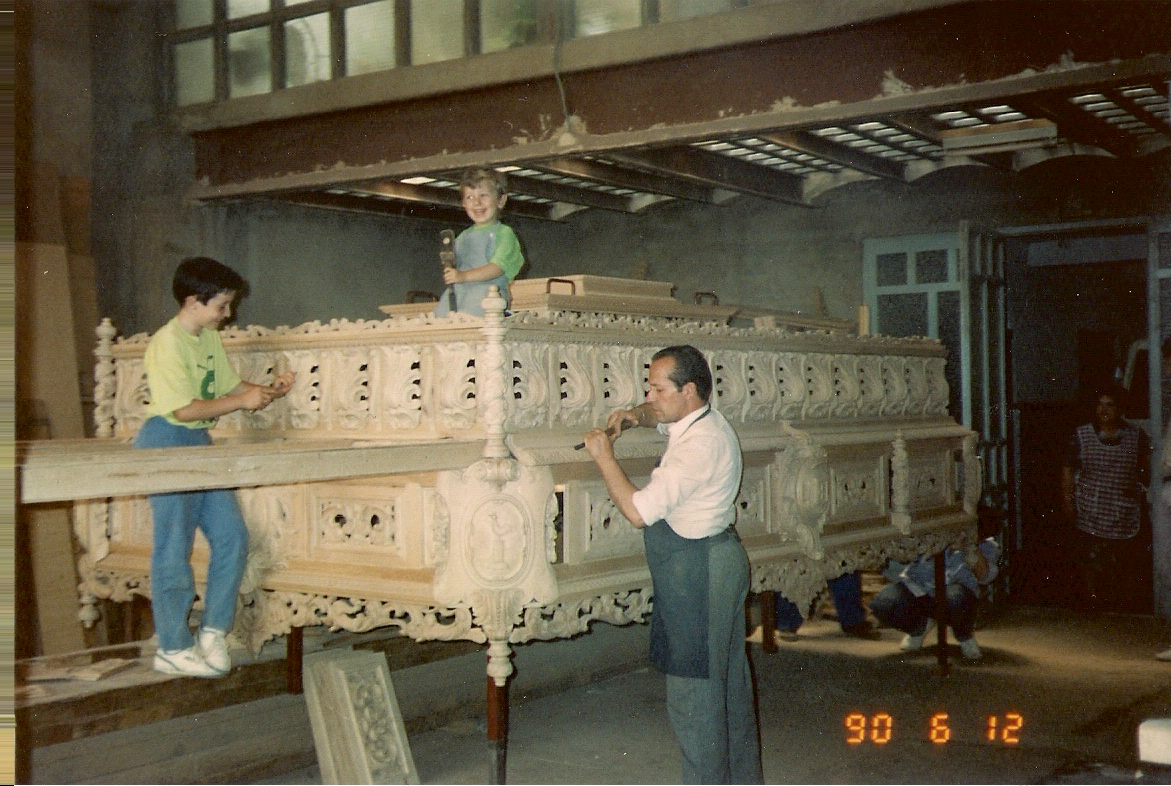
Ebanistas tallando la madera

El ebanista, carpintero ebanista o diseñador en madera es una persona que fabrica muebles y paneles, en madera, compuestos de un armazón de carpintería sobre el cual se aplican hojas de maderas preciosas llamadas chapados o de cualquier otra materia que disimula entera o parcialmente el armazón.
Puede producir por unidades o en reducido número. El ebanista es, sobre todo, un artesano. Los muebles fabricados por los ebanistas pueden ser de estilo antiguo o creación contemporánea.
La palabra ebanistería aparece por primera vez en el siglo XVIII para diferenciarla del término carpintería, ya que los artesanos ebanistas, además de las técnicas de carpintería, recurren a la marquetería, al chapeado y a la tabletterie. Deriva del término ébano, raíz probablemente nubia (Egipto) dando la vuelta al Mediterráneo por Grecia, luego Roma, refiriéndose a la madera del ébano, de color negro. El trabajo de esta materia preciosa dio el nombre al oficio encargado de obras «de carácter más decorativo que utilitario».
El maestro ebanista garantiza las distintas etapas de fabricación: elección del modelo y la madera, aserrado y soldadura, realización del ensamblaje, del decorado y el montaje.
Las cómodas, consolas, escritorios, mesas de despacho y otros muebles cubiertos de escamas, de madera para chapar, marquetería, laca, barniz, porcelana son muebles de ebanistería.
El acabado del mueble a veces se confía a un artesano especializado: taraceador, montador en bronces, escultor sobre madera, dorador, barnizador.

## Historia
El ebanista es el profesional que realiza muebles de madera barnizada, en contraposición del carpintero, que es el profesional que trabaja la madera en sus diferentes variedades; por ejemplo, el carpintero de ribera, que construye embarcaciones, o el carpintero de armar, que construye estructuras de madera para las edificaciones.
- Las técnicas más antiguas que dependen de la ebanistería no se remontan más allá de la Edad Media (aunque no se le daba aún este nombre) con la aparición del «Punto de Hungría» (ensamblaje en damero aplicado a las grandes superficies sobre algunos muebles preciosos).
- En el siglo XV en Italia apareció la marquetería. Conoce un gran renombre en toda Europa, aunque no se difundió allí hasta el siglo XVII.
- En el siglo XVI aparece también en Italia una nueva categoría de artesanos que trabajan las materias primas raras y en particular el ébano. Crean nuevos métodos llamados el intarsio y el impasto. Antes de eso, el ébano sólo se utilizaba para pequeños objetos (tableros, cajas, etc.).
- En Francia, a mediados del siglo XVII la vieja sociedad de los carpinteros acogió esta nueva categoría de artesanos y creó el Jurande de los Maestros Ebanistas.
- En adelante, y hasta la supresión de los gremios en 1791, se estableció una distinción muy neta entre estos dos oficios que no es necesario confundir.

## La restauración de muebles
Es una rama particular de la ebanistería, que consiste en restaurar muebles antiguos. Requiere a la vez un buen control de la fabricación de los muebles y también un buen conocimiento de los estilos y la utilización de técnicas consustanciales a la restauración.
Debe reservarse a ebanistas formados en esta práctica (algunas restauraciones reclaman una formación específica en paralelo a la formación clásica de ebanista), ya que se vieron demasiado a menudo muebles destrozados por la peor ignorancia o la codicia de algunos profesionales del mueble. Para evitar eso se instauró en Francia una «carta del restaurador», que preconiza entre otras cosas la utilización de técnicas y productos antiguos (usados en la época de la fabricación del mueble), y de procurar que cada restauración sea reversible.
La restauración no debe confundirse con la conservación, que tiene por objeto mantener el mueble en buen estado, procurar que funcione, sin camuflar las adiciones y retirando el mínimo de materia. Es utilizada, en particular, por los museos y debe permitir un estudio histórico y arqueológico posterior del mueble. Por eso solamente debe hacerse el «mínimo vital» sobre los muebles conservados para no encubrir los rastros del tiempo.

## Ebanistas destacados
- André-Charles Boulle
- Charles Cressent
- Thomas Chippendale
- George Hepplewhite
- Thomas Sheraton
- Abraham Roentgen
- Josef Danhauser
- Michael Thonet
- Émile Gallé
- Carlo Bugatti
- Gaspar Homar
- Eileen Gray
- Pierre Chareau
- Peter Zumthor
- Dante Basilici
- Pablo Abril
- Daniel Moreno
- Decon Brodie